# San Biagio della Cima
San Biagio della Cima är en ort och kommun i provinsen Imperia i regionen Ligurien i Italien. Kommunen hade 1 285 invånare (2018).